# Hełmówka ampułkowatorozwierkowa
Hełmówka ampułkowatorozwierkowa, hełmówka torfowcolubna (Galerina ampullaceocystis P.D. Orton) – gatunek grzybów należący do rodziny podziemniczkowatych (Hymenogastraceae).

## Systematyka i nazewnictwo
Pozycja w klasyfikacji według Index Fungorum: Galerina, Hymenogastraceae, Agaricales, Agaricomycetidae, Agaricomycetes, Agaricomycotina, Basidiomycota, Fungi.
Po raz pierwszy opisał go w 1960 roku Peter Darbishire Orton na spróchniałym drewnie w Anglii. Wskazał holotyp. Ma 15 synonimów. W 2003 r. Władysław Wojewoda nadał polską nazwę hełmówka ampułkowatorozwierkowa, w internetowym atlasie grzybów ma nazwę hełmówka torfowcolubna.

## Morfologia
Kapelusz
Pomarańczowobrązowy z prążkowanym brzegiem i drobnymi resztkami osłony.
Blaszki
Początkowo kremowe, potem ochrowo-brązowe.
Trzon
Włóknisty, z białymi resztkmi osłony na brązowym tle.
Miąższ
Brak zapachu i smaku lub o lekko mącznym posmaku.
Cechy mikroskopowe
Strzępki ze sprzążkami. Zarodniki 9,5–11 × 6–6,5 μm smukłe z porą rostkową. Podstawki przeważnie 2-zarodnikowe. Pleurocystyd brak, cheilocystydy z wąską szyjką i nierozszerzonym gwałtownie wierzchołkiem.

## Występowanie i siedlisko
Podano stanowiska w Ameryce Północnej, Europie i Azji. W Polsce jest rzadka. W piśmiennictwie naukowym na terenie Polski do 2003 r. podano 4 stanowiska, w późniejszych latach podano wiele następnych. Aktualne stanowiska podaje także internetowy atlas grzybów. Znajduje się w nim na liście gatunków zagrożonych i wartych objęcia ochroną. W opracowaniu Czerwona lista roślin i grzybów Polski jest zaliczona do kategorii E – gatunków zagrożonych wymarciem, których przeżycie jest mało prawdopodobne, jeśli nadal działać czynniki zagrożenia.
Saprotrof występujący w lasach iglastych i rozwijający się na próchniejącym drewnie.